# Mother (1914)
Mother is een Amerikaanse dramafilm uit 1914 onder regie van Maurice Tourneur. Het scenario is gebaseerd op het gelijknamige toneelstuk uit 1910 van de Amerikaanse auteur Jules Eckert Goodman.

## Verhaal
Mevrouw Wetherell moet met lede ogen toezien hoe haar zoon William hun beperkte financiële middelen verspilt aan de lichtekooi Sadie. Later ontdekt ze dat William en Sadie getrouwd zijn. Bovendien komt ze erachter dat haar andere zoon Walter zijn studie verwaarloost voor de danseres Bess. De verloofde van haar dochter Ardath biedt William een baan aan in een bank. Hij wordt er ontslagen, omdat hij de handtekening van zijn moeder vervalst op waardepapieren. Als Walter wil trouwen met Bess, vraagt zijn moeder haar om een maaltijd te koken. Verontwaardigd verbreekt ze de verloving met Walter. Uiteindelijk verlaat William zijn vrouw en hij belooft zijn moeder om Walter op het juiste pad te brengen.

## Rolverdeling
| Acteur          | Personage         |
| --------------- | ----------------- |
| Emma Dunn       | Mevrouw Wetherell |
| Edwin Baker     | William           |
| Belle Adair     | Sadie             |
| Henri Desforges | Walter            |
| Jane Corcoran   | Bess              |
| Lillian Cook    | Lenore            |
| Priscilla Dean  | Ardath            |